# Xã Rutland, Quận Tioga, Pennsylvania
Xã Rutland (tiếng Anh: Rutland Township) là một xã thuộc quận Tioga, tiểu bang Pennsylvania, Hoa Kỳ. Năm 2010, dân số của xã này là 805 người.